# Discographie de Ninho
La discographie de Ninho se compose de cinq albums studios, dont un album commun, six mixtapes et trente-trois singles.
Depuis le début de sa carrière, il a commencé avec 38000 téléchargements avec Ispac 2 sur HAUTE CULTURE. Il a vendu plus de 3,5 millions d'albums en France. Cinq de ses projets sont certifiés diamant : la mixtape M.I.L.S 3.0, la mixtape Mils 2.0 ainsi que les albums Comme prévu, Destin et Jefe. En août 2023, il devient le premier rappeur français de l'histoire à passer ce cap. Les autres certifications de ses projets sont platine simple (NI), double (M.I.L.S), ainsi qu'un disque d'or en Belgique pour Destin.
Il est par ailleurs l'artiste français comptant le plus de singles certifiés, avec plus de 300 certifications, dont 160 singles d'or, 90 singles de platine et 50 singles de diamant,,,. 

## Albums

### Albums studios
| Titre                                                              | Détails de l'album                                                                              | Meilleure position | Meilleure position | Meilleure position | Meilleure position | Ventes           | Certifications   |
| Titre                                                              | Détails de l'album                                                                              | FLA                | WAL                | FRA                | SUI                | Ventes           | Certifications   |
| ------------------------------------------------------------------ | ----------------------------------------------------------------------------------------------- | ------------------ | ------------------ | ------------------ | ------------------ | ---------------- | ---------------- |
| Comme prévu                                                        | - Sortie : 8 septembre 2017 - Label : Rec.118, Mal Luné - Format : CD, téléchargement numérique | 78                 | 3                  | 1                  | 28                 | 500 000          | Diamant          |
| Destin                                                             | - Sortie : 22 mars 2019 - Label : Rec.118, Mal Luné - Format : CD, téléchargement numérique     | 1                  | 10                 | 1                  | 2                  | 1 000 000 10 000 | 2 × Diamant · Or |
| Jefe                                                               | - Sortie : 3 décembre 2021 - Label : Rec.118, Mal Luné - Format : CD, téléchargement numérique  | 12                 | 2                  | 1                  | 4                  | 548 000          | Diamant          |
| NI                                                                 | - Sortie : 30 juin 2023 - Label : JEFE Production - Format : CD, téléchargement numérique       | 27                 | 1                  | 1                  | 2                  | 267 000          | 2 × Platine      |
| « — » indique que le titre n'est pas sorti ou classé dans le pays. |                                                                                                 |                    |                    |                    |                    |                  |                  |

### Album en commun
| Titre                                                              | Détails de l'album                                                                                                   | Meilleure position | Meilleure position | Meilleure position | Meilleure position | Certifications |
| Titre                                                              | Détails de l'album                                                                                                   | FLA                | WAL                | FRA                | SUI                | Certifications |
| ------------------------------------------------------------------ | --- | ------------------ | ------------------ | ------------------ | ------------------ | -------------- |
| GOAT (avec Niska)                                                  | - Sortie : 25 octobre 2024 - Label : Jefe Productions, Charo Prod, Universal - Format : CD, téléchargement numérique | —                  | —                  | —                  | —                  | Platine        |
| « — » indique que le titre n'est pas sorti ou classé dans le pays. | |                    |                    |                    |                    |                |

### Mixtapes
| Titre                                                              | Détails de l'album                                                                            | Meilleure position | Meilleure position | Meilleure position | Ventes                | Certifications |
| Titre                                                              | Détails de l'album                                                                            | WAL                | FRA                | SUI                | Ventes                | Certifications |
| ------------------------------------------------------------------ | --------------------------------------------------------------------------------------------- | ------------------ | ------------------ | ------------------ | --------------------- | -------------- |
| Ils sont pas au courant Vol.1                                      | - Sortie : 2014 - Label : Mal Luné - Format : Téléchargement numérique                        | —                  | —                  | —                  |                       | —              |
| En attendant I.S.P.A.C. 2                                          | - Sortie : 2014 - Label : Mal Luné - Format : CD, téléchargement numérique                    | —                  | —                  | —                  | 8000 téléchargements  | —              |
| I.S.P.A.C. 2                                                       | - Sortie : 2016 - Label : Mal Luné - Format : CD, téléchargement numérique                    | —                  | —                  | —                  | 38000 téléchargements | —              |
| M.I.L.S                                                            | - Sortie : 2 octobre 2016 - Label : Rec.118, Mal Luné - Format : CD, téléchargement numérique | 48                 | 22                 | —                  | 300 000               | 3 × Platine    |
| M.I.L.S 2.0                                                        | - Sortie : 30 mars 2018 - Label : Rec.118, Mal Luné - Format : CD, téléchargement numérique   | 6                  | 2                  | 25                 | 500 000               | Diamant        |
| M.I.L.S 3.0                                                        | - Sortie : 7 mars 2020 - Label : Rec.118, Mal Luné - Format : CD, téléchargement numérique    | 1                  | 1                  | 4                  | 560 000               | Diamant        |
| « — » indique que le titre n'est pas sorti ou classé dans le pays. |                                                                                               |                    |                    |                    |                       |                |

## Chansons

### Singles
| Titre                                                              | Année | Meilleure position | Meilleure position | Meilleure position | Certifications    | Album                   |
| Titre                                                              | Année | FR                 | BEL (FR)           | SUI                | Certifications    | Album                   |
| ------------------------------------------------------------------ | ----- | ------------------ | ------------------ | ------------------ | ----------------- | ----------------------- |
| OG                                                                 | 2021  | —                  | —                  | —                  |                   |                         |
| Miroir                                                             | 2015  | —                  | —                  | —                  |                   | I.S.P.A.C. 2            |
| Intro I.S.P.A.C. 2                                                 | 2015  | —                  | —                  | —                  |                   | I.S.P.A.C. 2            |
| Dis-moi que tu m'aimes                                             | 2016  | 64                 | 14                 | —                  | Diamant           | M.I.L.S                 |
| Crésus (featuing Leto)                                             | 2016  | 117                | —                  | —                  |                   | M.I.L.S                 |
| Bitch Dab                                                          | 2016  | 110                | —                  | —                  |                   | M.I.L.S                 |
| Malcolm                                                            | 2016  | 134                | —                  | —                  | Platine           | M.I.L.S                 |
| Tout ira mieux                                                     | 2016  | 126                | —                  | —                  | Platine           | M.I.L.S                 |
| Binks to Binks 4                                                   | 2017  | 6                  | —                  | —                  | Or                |                         |
| Roro                                                               | 2017  | 17                 | —                  | —                  | Or                | Comme prévu             |
| Mamacita                                                           | 2017  | 3                  | 35                 | —                  | Diamant           | Comme prévu             |
| Chino                                                              | 2017  | 8                  | 48                 | —                  | Or                | Comme prévu             |
| De l'autre côté (featuring Nekfeu)                                 | 2017  | 2                  | 33                 | —                  | Diamant           | Comme prévu             |
| Rose                                                               | 2017  | 5                  | —                  | —                  | Diamant           | Comme prévu             |
| Coffrer                                                            | 2018  | 6                  | —                  | —                  | Platine           | M.I.L.S 2.0             |
| Un poco                                                            | 2018  | 8                  | —                  | —                  | Diamant           | M.I.L.S 2.0             |
| Binks to Binks 6                                                   | 2019  | 3                  | 47                 | —                  | Platine           |                         |
| Goutte d'eau                                                       | 2019  | 1                  | 3                  | 26                 | Diamant · Or      | Destin                  |
| La vie qu'on mène                                                  | 2019  | 3                  | —                  | 30                 | Diamant           | Destin                  |
| Putana                                                             | 2019  | 5                  | —                  | —                  | Diamant           | Destin                  |
| Paris c'est magique                                                | 2019  | 6                  | 18                 | —                  | Platine           | Destin                  |
| Maman ne le sait pas (featuring Niska)                             | 2019  | 2                  | 44                 | 24                 | Diamant           | Destin                  |
| M.I.L.S 3                                                          | 2020  | 2                  | 26                 | 77                 | Platine           | M.I.L.S 3.0             |
| Lettre à une femme                                                 | 2020  | 1                  | 1                  | 4                  | Diamant · Platine | M.I.L.S 3.0             |
| Promo (featuring Damso)                                            | 2020  | 2                  | —                  | 35                 | Diamant           | M.I.L.S 3.0             |
| Every Day (featuring Griff)                                        | 2020  | 4                  | —                  | 55                 | Platine           | M.I.L.S 3.0             |
| Zipette                                                            | 2020  | 4                  | —                  | —                  | Diamant           | M.I.L.S 3.0             |
| Problèmes du matin                                                 | 2020  | 12                 | —                  | —                  | Platine           | M.I.L.S 3.0 (réédition) |
| Tout en Gucci                                                      | 2020  | 3                  | —                  | 90                 | Diamant           | M.I.L.S 3.0 (réédition) |
| Binks to Binks 7                                                   | 2021  | 38                 | —                  | —                  | Platine           |                         |
| Jefe                                                               | 2021  | 1                  | 2                  | 7                  | Diamant · Or      | Jefe                    |
| VVS                                                                | 2021  | 2                  | 38                 | 16                 | Diamant           | Jefe                    |
| Vérité                                                             | 2021  | 3                  | —                  | 26                 | Diamant           | Jefe                    |
| Carolina (featuring Redvolution)                                   | 2022  | 5                  | —                  | —                  | Platine           |                         |
| Freestyle LVL UP 1                                                 | 2023  | 1                  | 17                 | 37                 | Or                |                         |
| Freestyle LVL UP 2                                                 | 2023  | 2                  | 29                 | 35                 | Or                |                         |
| Freestyle LVL UP 3                                                 | 2023  | 6                  | 37                 | —                  | Or                |                         |
| 25 G                                                               | 2023  | 8                  | 23                 | —                  | Or                | NI                      |
| Bad (featuring Omah Lay)                                           | 2023  | 9                  | —                  | —                  | Or                | NI                      |
| No Love (featuring Ayra Starr)                                     | 2023  | 7                  | —                  | —                  | Or                | NI                      |
| Blue story (featuring Lil Baby)                                    | 2023  | 2                  | 13                 | 32                 | Or                | NI                      |
| Eurostar (featuring Central Cee)                                   | 2023  | 1                  | 11                 | 23                 | Diamant           | NI                      |
| La vie de Johnny                                                   | 2023  | 3                  | 16                 | 47                 | Or                | NI                      |
| Binks to Binks 8                                                   | 2023  | —                  | —                  | —                  |                   |                         |
| « — » indique que le titre n'est pas sorti ou classé dans le pays. |       |                    |                    |                    |                   |                         |

### Autres titres classés
| Titre                                                              | Année | Meilleure position | Meilleure position | Meilleure position | Certifications | Album                   |
| Titre                                                              | Année | FR                 | BEL (FR)           | SUI                | Certifications | Album                   |
| ------------------------------------------------------------------ | ----- | ------------------ | ------------------ | ------------------ | -------------- | ----------------------- |
| M.I.L.S                                                            | 2016  | 188                | —                  | —                  | Or             | M.I.L.S                 |
| Elle a mal (featuring Niska)                                       | 2016  | 196                | —                  | —                  | Diamant        | M.I.L.S                 |
| Soleil                                                             | 2016  | 150                | —                  | —                  |                | M.I.L.S                 |
| Sourire                                                            | 2016  | 115                | —                  | —                  |                | M.I.L.S                 |
| Pour nous                                                          | 2016  | 180                | —                  | —                  | Platine        | M.I.L.S                 |
| Monotonie                                                          | 2016  | 116                | —                  | —                  |                | M.I.L.S                 |
| La Roma (featuring Sadek)                                          | 2016  | 112                | —                  | —                  |                | M.I.L.S                 |
| Somambule                                                          | 2016  | 175                | —                  | —                  |                | M.I.L.S                 |
| TTR                                                                | 2016  | 200                | —                  | —                  |                | M.I.L.S                 |
| Caramelo                                                           | 2017  | 4                  | —                  | 36                 | Or             | Comme prévu             |
| Elle m'a eu                                                        | 2017  | 6                  | —                  | 97                 | Diamant        | Comme prévu             |
| Comme prévu                                                        | 2017  | 7                  | —                  | —                  | Platine        | Comme prévu             |
| Laisse pas traîner ton fils (featuring Sofiane)                    | 2017  | 8                  | —                  | —                  | Platine        | Comme prévu             |
| Lové (featuring Gradur)                                            | 2017  | 10                 | —                  | —                  | Platine        | Comme prévu             |
| HLM ou palace                                                      | 2017  | 11                 | —                  | —                  | Or             | Comme prévu             |
| Ce soir (featuring Alonzo)                                         | 2017  | 12                 | —                  | —                  | Or             | Comme prévu             |
| Dita (featuring Hös)                                               | 2017  | 15                 | —                  | —                  | Or             | Comme prévu             |
| Pourquoi                                                           | 2017  | 16                 | —                  | —                  | Platine        | Comme prévu             |
| Carbozo                                                            | 2017  | 19                 | —                  | —                  | Or             | Comme prévu             |
| M.I.L.S 2.0                                                        | 2018  | 3                  | —                  | —                  | Diamant        | M.I.L.S 2.0             |
| Fendi                                                              | 2018  | 4                  | —                  | —                  | Diamant        | M.I.L.S 2.0             |
| Pavé                                                               | 2018  | 12                 | —                  | —                  | Platine        | M.I.L.S 2.0             |
| 44 (featuring Yaro)                                                | 2018  | 14                 | —                  | —                  | Platine        | M.I.L.S 2.0             |
| Mama No Cry                                                        | 2018  | 15                 | —                  | —                  | Or             | M.I.L.S 2.0             |
| Bavard                                                             | 2018  | 16                 | —                  | —                  | Or             | M.I.L.S 2.0             |
| PGP                                                                | 2018  | 17                 | —                  | —                  | Or             | M.I.L.S 2.0             |
| Vrais                                                              | 2018  | 19                 | —                  | —                  | Diamant        | M.I.L.S 2.0             |
| Chacun son tour                                                    | 2018  | 20                 | —                  | —                  | Or             | M.I.L.S 2.0             |
| Toutes options (featuring Blasko)                                  | 2018  | 21                 | —                  | —                  |                | M.I.L.S 2.0             |
| Violet                                                             | 2018  | 29                 | —                  | —                  | Or             | M.I.L.S 2.0             |
| Bob                                                                | 2018  | 30                 | —                  | —                  | Or             | M.I.L.S 2.0             |
| Jamais (featuring Dadju)                                           | 2019  | 6                  | —                  | —                  | Diamant · Or   | Destin                  |
| Jusqu'à minuit (featuring Jul)                                     | 2019  | 8                  | —                  | —                  | Diamant        | Destin                  |
| Jeune Lossa                                                        | 2019  | 10                 | —                  | —                  | Diamant        | Destin                  |
| La vivance (featuring Koba LaD)                                    | 2019  | 11                 | —                  | —                  | Platine        | Destin                  |
| À Kinshasa (featuring Fally Ipupa)                                 | 2019  | 11                 | —                  | —                  | Diamant        | Destin                  |
| Tokarev                                                            | 2019  | 12                 | —                  | —                  | Platine        | Destin                  |
| Money (featuring Faouzia)                                          | 2019  | 12                 | —                  | —                  | Diamant        | Destin                  |
| Big Pac                                                            | 2019  | 13                 | —                  | —                  | Platine        | Destin                  |
| L'ancien                                                           | 2019  | 16                 | —                  | —                  | Platine        | Destin                  |
| Sans peine                                                         | 2019  | 8                  | —                  | —                  | Diamant        | Destin                  |
| NI                                                                 | 2019  | 17                 | —                  | —                  | Or             | Destin                  |
| Zéro paluche (featuring Tito)                                      | 2019  | 18                 | —                  | —                  | Or             | Destin                  |
| Outro                                                              | 2019  | 20                 | —                  | —                  | Platine        | Destin                  |
| La puerta                                                          | 2020  | 6                  | —                  | 94                 | Platine        | M.I.L.S 3.0             |
| Le jeu (featuring Yaro)                                            | 2020  | 8                  | —                  | —                  | Platine        | M.I.L.S 3.0             |
| Centre commercial (featuring Heuss l'Enfoiré)                      | 2020  | 9                  | —                  | —                  | Or             | M.I.L.S 3.0             |
| Intro                                                              | 2020  | 10                 | —                  | —                  | Platine        | M.I.L.S 3.0             |
| Mauvais Djo                                                        | 2020  | 11                 | —                  | —                  | Or             | M.I.L.S 3.0             |
| Gros vendeurs                                                      | 2020  | 12                 | —                  | —                  | Platine        | M.I.L.S 3.0             |
| En chien                                                           | 2020  | 13                 | —                  | —                  | Platine        | M.I.L.S 3.0             |
| Tu sais qu'on est gang (featuring Hös Copperfield)                 | 2020  | 16                 | —                  | —                  |                | M.I.L.S 3.0             |
| C'était le rap                                                     | 2020  | 17                 | —                  | —                  | Platine        | M.I.L.S 3.0             |
| Filon                                                              | 2020  | 14                 | —                  | —                  | Diamant        | M.I.L.S 3.0             |
| Bali                                                               | 2020  | 19                 | —                  | —                  | Or             | M.I.L.S 3.0             |
| Millésimes                                                         | 2020  | 20                 | —                  | —                  |                | M.I.L.S 3.0             |
| Toutes les couleurs                                                | 2020  | 6                  | —                  | —                  | Platine        | M.I.L.S 3.0 (réédition) |
| Privilège                                                          | 2020  | 7                  | —                  | —                  |                | M.I.L.S 3.0 (réédition) |
| Kitchen                                                            | 2020  | 9                  | —                  | —                  | Or             | M.I.L.S 3.0 (réédition) |
| Mac 11                                                             | 2020  | 13                 | —                  | —                  | Or             | M.I.L.S 3.0 (réédition) |
| Aïcha                                                              | 2021  | 4                  | —                  | —                  | Diamant        | Jefe                    |
| Arme de poing                                                      | 2021  | 4                  | —                  | —                  | Diamant        | Jefe                    |
| Athéna                                                             | 2021  | 12                 | —                  | —                  | Platine        | Jefe                    |
| La maison que je voulais                                           | 2021  | 14                 | —                  | —                  | Platine        | Jefe                    |
| Mood                                                               | 2021  | 10                 | —                  | —                  | Platine        | Jefe                    |
| No Life                                                            | 2021  | 8                  | —                  | —                  | Platine        | Jefe                    |
| OG                                                                 | 2021  | 5                  | —                  | —                  | Platine        | Jefe                    |
| RER D                                                              | 2021  | 11                 | —                  | —                  | Or             | Jefe                    |
| Sky Priority                                                       | 2021  | 3                  | —                  | —                  | Diamant        | Jefe                    |
| Intro                                                              | 2021  | 7                  | —                  | —                  | Platine        | Jefe                    |
| YSL                                                                | 2021  | 13                 | —                  | —                  | Or             | Jefe                    |
| Outro                                                              | 2021  | 15                 | —                  | —                  | Platine        | Jefe                    |
| Yo moko oyebi                                                      | 2023  | 4                  | —                  | —                  |                | NI                      |
| Rich Porter                                                        | 2023  | 5                  | —                  | —                  | Or             | NI                      |
| Edouard Nahum                                                      | 2023  | 11                 | —                  | —                  |                | NI                      |
| Respect                                                            | 2023  | 12                 | —                  | —                  |                | NI                      |
| Branché sur snap                                                   | 2023  | 6                  | —                  | —                  |                | NI                      |
| Dans la peau                                                       | 2023  | 13                 | —                  | —                  |                | NI                      |
| Chiraq                                                             | 2023  | 10                 | —                  | —                  | Or             | NI                      |
| Plus qu'eux                                                        | 2023  | 16                 | —                  | —                  |                | NI                      |
| Bon qu'à ça                                                        | 2023  | 14                 | —                  | —                  | Or             | NI                      |
| Grands ensembles                                                   | 2023  | 17                 | —                  | —                  |                | NI                      |
| Vinicius                                                           | 2023  | 50                 | —                  | —                  |                | NI                      |
| Griot                                                              | 2023  | 82                 | —                  | —                  |                | NI                      |
| Mode S Plus                                                        | 2023  | 76                 | —                  | —                  |                | NI                      |
| Signes de gang                                                     | 2023  | 93                 | —                  | —                  |                | NI                      |
| Christopher Wallace                                                | 2023  | 77                 | —                  | —                  |                | NI                      |
| « — » indique que le titre n'est pas sorti ou classé dans le pays. | 2023  |                    |                    |                    |                | NI                      |

### Collaborations
- 2014 : Jamais de Sadek participation de Ninho (sur l'album En attendant #JNNMJ 2)
- 2016 : C'est trop de Sadek participation de Leto et Ninho (sur l'album Nique le casino)
- 2016 : Freestyle IGO 10 (sur l'album IGO)
- 2016 : Mains sales de 13 Block participation de Ninho (sur l'album ULTRAP)
- 2016 : Verre de Ninho participation de 13 Block
- 2017 : RAS de Blasko participation de Ninho et Yaro
- 2017 : Grand Paris de Médine participation de Lartiste, Lino, Sofiane, Alivor, Seth Gueko, Ninho et Youssoupha (sur l'album Prose elite)
- 2017 : Mortal kombat de Sofiane participation de Ninho, The S', Riane, GLK et Graya (sur l'album #JesuispasséchezSo)
- 2017 : Refait - Sirsy participation de Ninho (sur l'album Avant Yaro)
- 2017 : Madre mia de Sadek participation de Ninho (sur l'album Vulgaire, violent et ravi d'être là)
- 2017 : Veux-tu ? de Lacrim participation de Ninho (sur l'album R.I.P.R.O. Volume III)
- 2018 : Longue vie de Sofiane participation de Hornet la Frappe et Ninho (sur l'album Affranchis)
- 2018 : Sicario de YL participation de Ninho (sur l'album Confidences)
- 2018 : Bénéficie - MHD participation de Ninho (sur la compilation Game Over)
- 2018 : Boîte auto (sur la bande originale du film Taxi 5)
- 2018 : Avon barksdale de Leto participation de Ninho (sur l'album Trap$tar)
- 2018 : À midi de Naza participation de Ninho (sur l'album C'est la loi)
- 2018 : Bucci Night de Yaro participation de Ninho (sur l'album À zéro)
- 2018 : Midi dans le ghetto de 4Keus Gang participation de Ninho (sur l'album L'histoire d'un gang)
- 2018 : Air max de Rim'K participation de Ninho (sur l'album Mutant)
- 2018 : Ma 6té a craqué de Kpoint participation de Ninho (sur l'album Temps additionnel)
- 2018 : Entre les murs de DA Uzi participation de Ninho (sur l'album Mexico)
- 2018 : Sheitana - Hornet la Frappe participation de Ninho (sur l'album Dans les yeux)
- 2018 : Prêt à partir de SCH participation de Ninho (sur l'album JVLIVS)
- 2018 : Mauvais de GLK participation de Ninho (sur l'album Un jour ou l’autre)
- 2018 : Billets de Capo Plaza participation de Ninho (sur l'album 20)
- 2018 : Et je deviens fou de Jul participation de Ninho (sur l'album La Zone en personne)
- 2019 : Papers de Zola participation de Ninho (sur l'album Cicatrices)
- 2019 : Quotidien de Koba LaD participation de Ninho (sur l'album L'Affranchi)
- 2019 : À découvert de Hiro participation de Ninho (sur l'album Erratum)
- 2019 : C'est elle d'Alonzo participation de Ninho (sur l'album Stone)
- 2019 : Elle est bonne sa mère de Vegedream participation de Ninho (sur l'album Ategban)
- 2019 : Gaine'D de Kingzer participation de Leto et Ninho
- 2019 : Tel me de Jul participation de Ninho (sur l'album Rien 100 rien)
- 2019 : Kim Jong-il de Niro et Ninho (sur la compilation Game Over 2)
- 2019 : Ma Guapa de Hös Copperfield participation de Ninho
- 2019 : Tes parents de Leto participation de Ninho (sur l'album Trap$tar 2)
- 2019 : Méchant de Niska participation de Ninho (sur l'album Mr Sal)
- 2019 : Mauvais côté d'Amy participation de Ninho (sur l'album Ne le dites pas à ma mère)
- 2019 : Musica de Soprano participation de Ninho (sur l'album Phœnix)
- 2019 : B.L.H de Gradur participation de Ninho (sur l'album Zone 59)
- 2019 : Mayday de SCH participation de Ninho (sur l'album Rooftop)
- 2019 : Distant de Maes participation de Ninho (sur l'album Les derniers salopards)
- 2020 : Mec de cité de Yaro participation de Ninho et PLK (sur l'album La spé)
- 2020 : 6.3 de Naps participation de Ninho (sur l'album Carré VIP)
- 2020 : Pirate en duo avec Hös copperfield (sur la bande originale de la série Validé)
- 2020 : Crois-moi de DA Uzi participation de Ninho (sur l'album Architecte)
- 2020 : Double binks - Leto participation de Ninho et Zed (sur l'album Virus : avant l’album)
- 2020 : Grand bain - Dadju participation de Ninho (sur l'album Poison ou Antidote)
- 2020 : Moto - Mac Tyer participation de Ninho (sur l'album Noir)
- 2020 : Dios mio - Yaro participation de Ninho (sur l'album La Spé)
- 2020 : Macaroni - Leto participation de Ninho (sur l'album 100 Visages)
- 2020 : Dadinho - Lacrim participation de Ninho (sur l'album R.I.P.R.O Volume IV)
- 2020 : Encore - Koba LaD participation de Ninho (sur l'album Détail)
- 2020 : Je fais ma vie - KeBlack participation de Ninho (sur l'album Je fais ma vie)
- 2020 : Enfants terribles - Landy participation de Ninho (sur l'album A-One)
- 2020 : Likolo - Fally Ipupa participation de Ninho (sur l'album Tokooos II)
- 2021 : Vie de Star - Leto participation de Ninho
- 2021 : La Vie du binks - Ninho participation de Hornet La Frappe, Leto, Sadek, Da Uzi, SCH et Soprano
- 2021 : Champion - Serge Ibaka participation de Ninho
- 2021 : Mon poto - Ninho participation de Kore (sur la bande originale du film En passant pécho)
- 2021 : Kimono[23] - Sadek participation de SCH et Ninho (sur l'album Aimons-nous Vivants)
- 2021 : Elle m'a dit[24] - Dj Quick participation de Ninho et Hamza (sur l'album Mal Luné)
- 2021 : Mendosa[25] - Dadinho participation de Ninho (sur l'album Omerta)
- 2021 : Gasolina - Hornet La Frappe participation de Ninho (sur l'album Toujours nous-mêmes)
- 2021 : Millions[26] - No Limit, Orelsan, Ninho
- 2021 : Hercule - Koffi Olomidé participation de Ninho (sur l'album Légende)
- 2021 : La Calle - Gianni participation de Ninho
- 2021 : N.I[27] - Niska participation de Ninho (sur l'album Le monde est méchant)
- 2021 : Mauvais 2X - Gazo participation de Ninho (sur la mixtape KMT)
- 2022 : Suis-moi - Ronisia participation de Ninho (sur l'album Ronisia)
- 2022 : Jules César - Kaneki participation de Ninho (sur l'album Ce que je vis)
- 2022 : 11h - Lamatrix participation de Ninho (sur l'album Rookie)
- 2022 : Dernier Étage - Yaro participation de Ninho (sur l'album Tout droit)
- 2022 : Kongolais Mauvais - Da Uzi participation de Ninho (sur l'album Le chemin des braves)
- 2022 : Tout va bien - Alonzo participation de Ninho & Naps (sur l'album Quartiers Nord)
- 2023 : C'est carré le S - Naps participation de Gazo & Ninho (sur l'album En temps réel)
- 2023 : TP - Sadek participation de Ninho & Zeg-P (sur l'album [Ouvert tout l'été)
- 2023 : Cités de France - Heuss l'Enfoiré participation de Ninho & Zeg-P (sur l'album Chef d'orchestre)